# Алат (село)
Вижте пояснителната страница за други значения на Алат.
Алат (на руски: Алат; на татарски: Рус Алаты) е село, разположено във Високогорски район, Татарстан. Селото е разположено на река Ашит , на 33 километра (21 мили) северно от жп гара Висока гора. През 2000 г. населението му наброява 212 души; през 1989 г. е 210. Всички жители на Алат са етнически руснаци.
Алат е основано в епохата на Казанското ханство. През 1708–1766 г. е град в Казанската губерния. През 1758 г. там е създадена дестилерия. През 19-ти век селото е известно със своите тухлени зидарии и керамични съдове.
Населението се занимава с скотовъдство. В селото има средно училище. Църквата Успение Богородично датира от първата четвърт на 18 век.